# Cladangia
Genre
Cladangia est un genre de scléractiniaires (coraux durs), de la famille Rhizangiidae.

## Liste des espèces
Cladangia comprend les espèces suivantes :
Selon World Register of Marine Species (23 mars 2016) :
- Cladangia exusta Lütken, 1873
- Cladangia semispherica Defrance, 1826) †